# A-Klasse (1930)
Die A-Klasse war eine Schiffsklasse von acht Zerstörern, die als Teil des Marineprogramms von 1927 für die britische Royal Navy gebaut wurden. Ein neuntes Schiff, die Codrington, hatte einen etwas veränderten Entwurf, um als Flottillenführer zu dienen. Zwei den Schiffen der A-Klasse sehr ähnliche Zerstörer, Saguenay und Skeena, gingen an die Royal Canadian Navy. Die Zerstörer der A-Klasse kamen im Zweiten Weltkrieg zu vielfältigen Kampfeinsätzen; sieben der elf Schiffe gingen während des Kriegs verloren.

## Entwurf
Der Entwurf für die A-Klasse beruhte im Wesentlichen auf den beiden Zerstörern Amazon und Ambuscade von 1926. Änderungen betrafen unter anderem die Ausstattung mit Schnellfeuergeschützen, Vierfachtorpedorohren, Minenräumgeräten und Generatoren. Ein Teil der Ausstattung wie Asdic und Wurfvorrichtungen für Wasserbomben fiel Einsparungen zum Opfer. Insgesamt wurde das Ergebnis als eher enttäuschend angesehen, vor allem, da die Schiffe nur eine Höchstgeschwindigkeit von 35 Knoten erreichten.
Die Acheron wich vom Entwurf ab, da sie versuchsweise Hochdruck- und Hochtemperaturkessel erhielt, während die Codrington im Vergleich zu den anderen Schiffen länger war (105 m statt 98 m), um den Kommandeur der Flottille, seinen Stab und weitere Besatzungsmitglieder unterzubringen. Weiterhin verfügte sie über ein fünftes 4,7-Zoll-Geschütz zwischen den Schornsteinen und mit 37,7 Knoten über eine höhere Maximalgeschwindigkeit. Allerdings hatte die Codrington einen wesentlich größeren Wendekreis, was bei Manövern der Flottille erhebliche Schwierigkeiten verursachen konnte.
Die beiden kanadischen Schiffe Saguenay und Skeena wiesen leichte Modifikationen im Vergleich zu den britischen Schiffen auf. Sie erhielten einen verstärkten Bug für Einsätze in Gebieten mit Eisgang, waren etwa einen Meter kürzer und hatten entsprechend eine etwas kleinere Verdrängung. Ein weiterer Unterschied waren andere, breitere Schornsteine.
Soweit sie nicht frühzeitig verloren gingen, wurde die Ausrüstung und Bewaffnung der Zerstörer im Verlauf des Zweiten Weltkriegs teils erheblich modifiziert. Hierunter fallen etwa die Ausstattung mit Radar und dem Funkpeilungssystem Huff-Duff, mit zusätzlichen bzw. veränderten Geschützen, v. a. Flak und Schnellfeuerwaffen sowie neuen Wasserbombenwurfvorrichtungen.
Die A-Klasse war der Grundentwurf der britischen Flottenzerstörer bis 1937, von denen mit der B-, C-, D-, E-, F-, G-, H- und I-Klasse noch weitere acht Klassen mit je einem Flottillenführer und in der Regel acht Zerstörern entstanden. Nur von der 1932 fertiggestellten C-Klasse wurden nur ein Flottillenführer und vier Zerstörer gebaut. Mit den beiden Prototypen entstanden so 70 Zerstörer und neun Flottillenführer für die Royal Navy und zwei Zerstörer für die Royal Canadian Navy.
Ähnliche oder gleichartige Schiffe entstanden meist auf britischen Werften auch für die Marinen anderer Staaten mit den acht in den Niederlanden gebauten Schiffen der Admiralen-Klasse, den sechs Zerstörern der Serrano-Klasse für Chile, den sieben Zerstörern der Vouga-Klasse für Portugal und Kolumbien (fünf als Lizenzbauten in Lissabon fertiggestellt), den sieben Schiffen der Buenos-Aires-Klasse für Argentinien, zwei Schiffen für Griechenland und den vier Zerstörern der Demirhisar-Klasse für die Türkei, von denen allerdings zwei wegen des ausgebrochenen Weltkriegs an die Royal Navy ausgeliefert wurden. Auch sechs von Brasilien bestellte Schiffe wurden als Havant-Klasse von der Royal Navy 1939 kurz vor ihrer Fertigstellung angekauft.

## Kriegseinsatz
Die Schiffe der A-Klasse wurden während des Zweiten Weltkriegs vor allem als Eskorten für Konvois und Kriegsschiffe und bei der Jagd auf U-Boote eingesetzt. Sieben der elf Schiffe gingen bei diesen Einsätzen verloren, fünf durch Kampfhandlungen bzw. Minen und zwei durch Unfälle. Im Gegenzug versenkten die Zerstörer der A-Klasse ein französisches, zwei italienische und sechs deutsche U-Boote und beschädigten ein Schlachtschiff.
Die überlebenden Schiffe wurden kurz nach dem Ende des Kriegs außer Dienst gestellt und verschrottet, da sie technisch veraltet und durch die jahrelangen Kriegseinsätze verbraucht und nicht mehr verwendungsfähig waren.

## Schiffe der A-Klasse

### Royal Navy
- Acasta, gebaut bei John Brown in Clydebank, fertiggestellt am 11. Februar 1930.[1] Am 8. Juni 1940 westlich von Narvik als Eskorte des Flugzeugträgers Glorious durch die Schlachtschiffe Scharnhorst und Gneisenau versenkt, nur ein Überlebender. Beschädigte die Scharnhorst durch Torpedotreffer.
- Achates, auch bei John Brown gebaut, in Dienst am 27. März 1930[2] Versenkte 1942 bei Oran das französische U-Boot Argonaute, wurde selbst am 31. Dezember 1942 in der Schlacht in der Barentssee von dem Schweren Kreuzer Admiral Hipper versenkt.
- Active, gebaut bei Hawthorn Leslie in Hebburn, fertiggestellt am 9. Februar 1930[3] Versenkte 1942 bei Madagaskar das französische U-Boot Monge und vor Südafrika U 179, 1943 bei den Azoren das italienische U-Boot Leonardo da Vinci und war an der Versenkung von U 340 nahe Tanger beteiligt. 1947 zum Verschrotten verkauft.
- Antelope, auch bei Hawthorn Leslie gebaut, in Dienst am 20. März  1930[4] Versenkte 1940 U 41 und U 31 bei Irland, 1942 bei Madagaskar das französische U-Boot Monge und vor Südafrika U 179  und 1943 an der Versenkung des italienischen U-Boots Tritone vor Bougie (Algerien) beteiligt. 1946 zum Verschrotten verkauft.
- Anthony, gebaut bei Scotts in Greenock, in Dienst am 14. Februar 1930[5] Nahm 1940 an der Evakuierung des britischen Expeditionskorps aus Dünkirchen teil. 1944 bei Gibraltar an der Versenkung von U 761 beteiligt. 1948 verschrottet.
- Ardent, auch bei Scotts gebaut, fertiggestellt am 14. April 1930.[6] Am 8. Juni 1940 westlich von Narvik als Eskorte des Flugzeugträgers Glorious durch Scharnhorst und Gneisenau versenkt, nur ein Überlebender.
- Arrow, gebaut bei Vickers-Armstrong in Barrow, in Dienst am 14. April 1930.[7] Bei der Explosion des Munitionstransporters Fort la Monte am 4. August 1944 im Hafen von Algier irreparabel beschädigt und außer Dienst gestellt.
- Acheron, gebaut bei John I. Thornycroft in Woolston, fertiggestellt am 12. Oktober 1931 mit Versuchs-Kesseln.[8] Am 24. August 1940 durch Bomben beschädigt, am 17. Dezember 1940 nach Minentreffer bei der Isle of Wight gesunken.

Flottillenführer:
- Codrington, gebaut bei Swan Hunter in Wallsend, fertiggestellt am 4. Juni 1930.[9] Am 27. Juli 1940 bei einem deutschen Luftangriff auf Dover gesunken, Kiel gebrochen.

### Royal Canadian Navy
| Name     | Bauwerft                 | Bestellung   | Kiellegung         | Stapellauf       | Indienststellung | Verbleib |
| -------- | ------------------------ | ------------ | ------------------ | ---------------- | ---------------- | --- |
| Saguenay | Thornycroft, Southampton |              | 27. September 1929 | 11. Juli 1930    | 22. Mai 1931     | Am 15. November 1942 durch Kollision mit dem Handelsschiff Azara beschädigt, danach nur noch stationär zu Ausbildungszwecken verwendet. Außer Dienst gestellt 1945. |
| Skeena   | Thornycroft, Southampton | 6. März 1928 | 14. Oktober 1929   | 10. Oktober 1930 | 10. Juni 1931    | 1942 an der Versenkung von U 588 beteiligt, am 25. Oktober 1944 Totalverlust durch Strandung bei Reykjavík (Island).                                                |